# Jean-Jacques Pierre
Jean-Jacques Pierre (* 23. Januar 1981 in Léogâne) ist ein ehemaliger haitianischer Fußballspieler und heutiger Trainer.

## Karriere

### Verein
Der 1,80 Meter große Defensivakteur Pierre stand in den Jahren 1999 bis 2002 im Kader von Léogâne Cavaly. 2002/03 absolvierte er 33 Spiele (ein Tor) für den argentinischen Klub Arsenal de Sarandí. 2003/04 folgten sieben Tore bei 25 Einsätzen für Deportivo Morón. In der Saison 2004 stehen dann 14 Partien (kein Tor) für den Club Atlético Peñarol für ihn zu Buche. Beim Verein aus der uruguayischen Hauptstadt Montevideo kam er zudem 16-mal (ein Tor) in der Saison 2005/06 in der Primera División zum Einsatz. In dergleichen Spielzeit wechselte er in die französische Ligue 1 zum FC Nantes. Saisonübergreifend absolvierte er für die Franzosen 131 Ligaspiele bis Saisonende 2010/11 und schoss vier Tore. 2007 und 2009 stieg er mit dem Klub jeweils in die Ligue 2 ab. Für Panionios Athen lief er von Ende Januar 2012 bis zu seinem letzten Einsatz am 22. April 2012 zwölfmal in der griechischen Super League auf und erzielte dabei einen Treffer. Während der Spielzeiten 2012/13 bis 2014/15 war SM Caen sein Arbeitgeber. Die Statistik weist dort für ihn 68 Ligaeinsätze (zwei Tore) in der Ersten Mannschaft und acht absolvierte Spiele (kein Tor) bei der Zweitvertretung des Klubs für ihn aus. Sein letztes Ligaspiel bestritt er dort für die Zweitvertretung am 25. Januar 2015 gegen Poissy. Am 13. Februar 2015 debütierte er für den Zweitligisten SCO Angers im Ligauswärtsspiel bei Gazelec Ajaccio und lief bis Saisonende, als sein Klub in die höchste französische Spielklasse aufstieg, insgesamt 15-mal (kein Tor) in der Liga auf. Zu Beginn der Erstligaspielzeit wird er noch im Kader Angers geführt, wechselte aber alsbald in die 2. Liga zum Paris Football Club. Sein Ligadebüt gab er am 31. Juli 2015 beim 1:1-Unentschieden im Heimspiel gegen Stade Lavallois.

### Nationalmannschaft
Pierre war Mitglied der Nationalmannschaft von Haiti. Seine Bilanz für die Nationalelf weist 64 Länderspiele und fünf Länderspieltore aus.